# 深圳公交E18路
深圳公交E18路，是深圳市一条跨区公共汽车快线线路，由石岩汽车站往來深业花园，由深圳市西部公共汽车有限公司营运。

## 线路简介
- 深圳公交E18路由深圳市西部公共汽车有限公司营运。
- 该线路走向为石岩汽车站—深业花园，全长30公里，全线拥有18台车，车型为海格客车KLQ6119E3和海格客车KLQ6920E3空调巴士，全程行驶时间为50分钟，行走福龙路。
- 服务时间：石岩汽车站发车6:45-21:00 深业花园发车7:00-21:00。
- 班次间隔：10分钟一班（平峰期）8分钟一班（高峰期）

## 途经站点
| 深业花园方向 | 深业花园方向 | 深业花园方向 | 石岩汽车站方向 | 石岩汽车站方向 | 石岩汽车站方向 |
| ------------ | ------------ | ------------ | -------------- | -------------- | -------------- |
| 車站         | 車站名稱     | 位置         | 車站           | 車站名稱       | 位置           |
| 1            | 石岩汽车站   | 宝石东路     | 1              | 深业花园       | 海田路         |
| 2            | 万联商场     | 宝石东路     | 2              | 市民中心       | 福中路路       |
| 3            | 石岩街道办   | 宝石东路     | 3              | 莲花山公园     | 红荔路         |
| 4            | 官田村       | 宝石东路     | 4              | 景鹏大厦       | 新洲路         |
| 5            | 宝燃油站     | 宝石东路     | 5              | 福田中医院     | 北环大道       |
| 6            | 长城工业区   | 宝石东路     | 6              | 上横朗         | 布龙路         |
| 7            | 水田社区     | 宝石东路     | 7              | 水田社区       | 宝石东路       |
| 8            | 深圳石油大厦 | 北环大道     | 8              | 长城工业区     | 宝石东路       |
| 9            | 景鹏大厦     | 新洲路       | 9              | 宝燃油站       | 宝石东路       |
| 10           | 莲花山公园   | 红荔路       | 10             | 官田村         | 宝石东路       |
| 11           | 市民中心     | 福中路       | 11             | 石岩街道办     | 宝石东路       |
| 12           | 深业花园     | 海田路       | 12             | 石岩汽车站     | 宝石东路       |

## 历史
- E18路线于2010年3月16日开通，以深圳市西部公共汽车有限公司当时营运于362路的12部苏州金龙KLQ6119E3运营。[1]
- 2011年4月，西部公汽新购入6部苏州金龙KLQ6119E3和苏州金龙KLQ6920E3来运营E18路。

## 资料来源
1. ↑  http://www.oeeee.com/a/20100317/860113.html%5B%5D 梅林关坐公交太难了后续：交委副主任拍桌子（链接内有西部公汽昨开通E15等四条线路）